# Doroteo (Patrística)
Doroteo fue un presbítero de la comunidad de Antioquía, distinguido por su gran elocuencia, gran seguidor de Melecio. Era eunuco de nacimiento, fue formado en las ciencias griegas e instruido en los estudios liberales, pero su amor por las bellezas divinas lo llevó a dominar ampliamente el hebreo lo que le permitía entender las Escrituras y a hacer una ponderada exposición de las Escrituras.

## Historia
Fue hombre de gran confianza de Basilio el Grande quien le encargó misiones diplomáticas. «En el 372 siendo aún diácono, fue enviado a Alejandría para conseguir la mediación de Atanasio en las relaciones con la iglesia occidental, en el 374 y 377 solicitó a Dámaso I el envío de una delegación occidental a Oriente, pero sin éxito. De nuevo fue a Roma con una carta de Basilio que denunciaba a Eustacio de Sebaste, Apolinar y Paulino». Encargado por Aureliano de las tintorerías de púrpura de Tiro.